# Летов, Вадим Георгиевич
Вади́м Гео́ргиевич Ле́тов (4 мая 1935, Москва, РСФСР — 20 мая 2011, Ашкелон, Израиль) — профессиональный журналист и писатель

.

## Биография
Закончил Ленинградский институт инженеров водного транспорта.
В течение 18 лет (1970—1988) работал собкором в газете «Известия» и затем собкором журнала «Огонёк».
В Израиле с 1995 года, где работал собкором от «Литературной газеты» (1997—1999). Жил в Ашкелоне. Умер 20 мая 2011 года в Ашкелоне.

## Книги
- 1982 — «Исчезла в мире тишина»
- 1982 — «Люди, которых люблю» (очерки) — М.:Известия, (27000 экз.)
- 1980 — «Все двери настеж» (пьесы)
- 1999 — «На красной площади не курят»